# Alden Silva
Alden José Lázaro da Silva (Salvador, 19 de abril de 1980), mais conhecido como Capitão Alden é um policial militar e político brasileiro filiado ao Partido Liberal (PL). Em 2022, Alden foi eleito deputado federal pela Bahia.

## Biografia
Estudou o ensino médio no Colégio da Polícia Militar da Bahia. Entre 2002 e 2005 se formou em Segurança Pública na Academia de Polícia Militar da Bahia. Concluiu seu bacharelado em direito na Faculdade Social da Bahia. Especializou-se em Prevenção da Violência, Promoção da Justiça, Segurança e Cidadania na UFBA, em Análise Criminal na Associação Brasileira De Análise Criminal  (ABACRIM) e em Política e Estratégia na Associação dos Diplomados da Escola Superior de Guerra da Bahia.
Em 2018 foi eleito para seu primeiro mandato como deputado estadual com 39.732 votos.
Foi autor da Cartilha de Orientação Policial A Cartilha de Orientação Tatuagens - Desvendando segredos (Silva, 2012), construída a partir de pesquisas em várias fontes de informação, como periódicos, mídias digitais e livros especializados, após ser criada e lançada oficialmente pela Secretaria da Segurança Pública do Estado da Bahia, também foi destaque nos principais meios de comunicação do Brasil e do mundo (mais de 40 países). Foi visto por mais de 3 milhões de pessoas no youtube, teve mais de 2 milhões de downloads da Cartilha em formato digital (PDF). Foi publicado na revista da Associação Internacional de Polícia (IPA), que possui milhares de agentes de segurança associados, entre outras instituições como (FBI, CIA, INTERPOL). Hoje é utilizado como ferramenta de consulta pelas principais forças de segurança do Brasil e tem facilitado a atuação policial dentro de um reconhecimento visual ainda pouco explorado durante as operações de patrulhamento, ajudando os mesmos a obter já no início de uma abordagem, informações importantes referentes ao suspeito(s), auxiliando na salvaguarda dá integridade física policial.
Após cinco anos de publicação, e muitas contribuições de policiais de todo o país positivando e reconhecendo o valor deste trabalho como forma de auxiliar no monitoramento do fenômeno criminal a partir das tatuagens, bem como na análise da prevalência de grupos criminais na Bahia e no Brasil à partir da análise de tatuagens.
Este novo trabalho tem por objetivo apresentar outras tatuagens associadas ao crime, como também mostrar outras linguagens simbólicas utilizadas pelos integrantes das facções, a exemplo de pichações em muros, gestos/sinais etc. Além de permitir uma melhor preparação dos agentes de segurança. Estas informações poderão servir para que as instituições policiais possam ter maiores informações e estabeleçam estratégias que qualifiquem a ação do estado frente ao fenômeno da criminalidade bem como, ajudar a realizar um mapeamento da prevalência de grupos criminais em uma determinada região, através da análise daspichações. Além disso, pretendemos alertar os pais ou responsáveis, professores e todos os demais seguimentos da sociedade para a problemática da violência. É necessário repensarmos a forma como temos visto estas linguagens simbólicas (tatuagens, pichações, gestos/sinais etc) usadas pelos jovens. Temos que refletir sobre o modo como estamos abordando a violência bem como, a criminalidade pois temos uma tendência em ver o problema exclusivamente sob a perspectiva criminal.
Nem todas as pessoas que possuem tatuagens, possuem envolvimento com a prática de crimes. Mas uma parcela significativa dos envolvidos com o crime possuem tatuagens específicas! 
Embora certas tatuagens encontradas em alguns indivíduos possam demonstrar fortes indícios desenvolvimento com a prática de crimes, recomenda-se que a ação policial nestes casos seja pautada estritamente na técnica policial e no cruzamento de dados.

## Controvérsias
"O deputado federal Capitão Alden (PL) relembrou, nesta terça-feira (17), o período em que atuava como deputado estadual na Assembleia Legislativa da Bahia (AL-BA), quando, em setembro de 2021, foi suspenso por 30 dias sob acusação de “crime de opinião”, como o mesmo classificou. Se tornando o primeiro parlamentar na história da Assembleia Legislativa da Bahia a ter o mandato suspenso. Não por ter roubado, matado, nem praticado crime. Mas por crime de opinião e por perseguição política, já que o mesmo foi o autor das denúncias envolvendo a compra de respiradores que nunca foi entregue pelo Consórcio Nordeste. À época o parlamentar, após denúncias cancelou contratos avaliados em mais de 240 milhões de reais.
Mesmo enfrentando essa punição, Alden foi reconhecido pela imprensa como um dos parlamentares destaque daquele ano, recebendo o Prêmio Parlamentar Destaque de 2021, concedido aos quatro políticos de maior atuação entre os 63 deputados estaduais.
Segundo o parlamentar baiano, ele foi alvo de “fake News” durante a pandemia, incluindo a acusação de “invadir” hospitais, quando, segundo ele, na verdade, fiscalizava o funcionamento dessas unidades. Apesar da intensa oposição, Alden quase teve seu mandato cassado, mas conseguiu manter sua cadeira na AL-BA.
Durante sua trajetória na Casa, Alden foi autor de 421 projetos focados na “valorização da segurança ppública, proteção da família, conservadorismo e liberdade dos cidadãos de bem”. “No próximo dia 21 de setembro completo o ‘aniversário’ de três anos da minha suspensão na AL-BA. Uma nítida demonstração que quando o ‘sistema’ se sente incomodado, certamente, buscam contorcionismos para prejudicar seus opositores”, afirmou Alden.
Durante a pandemia, o então deputado estadual apresentou cerca de 70 proposições específicas, denunciou contratos irregulares de respiradores no valor de R$ 150 milhões, foi o primeiro a expor o escândalo dos respiradores e colaborou com a CPI do Rio Grande do Norte, que resultou no indiciamento de dois governadores.
Na ocasião, ele também fiscalizou hospitais, o que resultou na abertura do Hospital Metropolitano, participou de debates sobre o passaporte sanitário, realizou o projeto Gabinete Itinerante como protesto contra o fechamento da AL-BA durante a crise sanitária, e apoiou comerciantes contra o lockdown.

## Desempenho em Eleições
| Ano  | Eleição           | Partido | Cargo             | Votos  | %s    | Resultado | Ref.  |
| ---- | ----------------- | ------- | ----------------- | ------ | ----- | --------- | ----- |
| 2018 | Estadual da Bahia | PSL     | Deputado Estadual | 39.732 | 0,57% | Eleito    | [ 2 ] |
| 2022 | Estadual da Bahia | PL      | Deputado Federal  | 95.151 | 1,20% | Eleito    | [ 4 ] |